# Holstein-Gottorp
La famiglia degli Holstein-Gottorp è una linea minore del casato degli Oldenburg, fondata nel 1544 da Adolfo di Holstein-Gottorp, fratello minore del re Cristiano III di Danimarca, che nella divisione dell'eredità ottenne il ducato di Schleswig e il ducato di Holstein.
I territori di Gottorp erano situati nelle attuali Danimarca e Germania. La sede principale dei duchi era il Castello di Gottorp (in lingua tedesca: Gottorf) nella città di Schleswig, del Ducato di Schleswig. Gottorp è inoltre il nome della casa regnante, che ascese a diversi troni. Per questo motivo genealogisti e storici utilizzano il nome di Holstein-Gottorp per indicare questa dinastia.
Il reggente aveva formalmente il titolo di "Duca di Schleswig, Holstein, Dithmarschen e Stormarn", ma come anticipato ne condivideva la proprietà con i propri cugini, i re di Danimarca. La linea di Gottorp ottenne la supremazia sul Ducato di Holstein nel Sacro Romano Impero e sul Ducato di Schleswig nel Regno di Danimarca. Il nome di Holstein-Gottorp viene comunemente utilizzato al posto del più tecnico "Duca di Holstein e Schleswig, con sede a Gottorp".
Il titolo ducale più antico fu quello di Schleswig, che venne confermato sin dal 1386 dal Re Olaf III di Danimarca alla propria madre reggente, la Regina Margherita I di Danimarca. Il titolo ducale di Holstein venne garantito al Re di Danimarca nel 1474 da Federico III d'Asburgo.
La casata di Holstein-Gottorp fu acerrima nemica dei re di Danimarca e diede diversi sovrani al Regno di Svezia e all'Impero Russo.

## Storia
Nel 1544 un terzo del ducato di Schleswig-Holstein venne ceduto ad Adolfo, terzo figlio del Re Federico I di Danimarca e fratellastro più giovane del Re Cristiano III di Danimarca, che quindi può essere considerato il capostipite della casata degli Holstein-Gottorp, perciò questa dinastia fu un ramo cadetto della casata di Oldenburg, che a quel tempo regnava in Danimarca. I duchi di Holstein-Gottorp condivisero per alcuni secoli il governo sullo Schleswig e sull'Holstein con i cugini, i re di Danimarca, pur rimanendo per gran parte del tempo degli alleati (praticamente dipendenti) degli svedesi, che erano invece i nemici secolari dei danesi. Questa lunga alleanza venne scandita da numerosi matrimoni: Cristina di Gottorp sposò Carlo IX di Svezia, Edvige Eleonora di Gottorp sposò Carlo X Gustavo di Svezia, il Duca Federico IV sposò la figlia maggiore del Re Carlo XI di Svezia e per ultimo il Principe Adolfo Federico di Holstein-Gottorp ascese al trono svedese nel 1751, dando inizio al regno della dinastia degli Holstein-Gottorp in Svezia (regnante dal 1751 al 1818).
Dal 1658 (Trattato di Roskilde e due anni di nuovo con il Trattato di Copenaghen) la Danimarca lasciò agli Holstein-Gottorp i suoi diritti feudali e ne riconobbe in pratica la sovranità indipendente. Le differenze tra i due ducati rimanevano comunque notevoli: quelli del ducato di Holstein erano vassalli del Sacro Romano Impero. I duchi di Gottorp invece si impegnavano a prestare fedeltà come vassalli del Re di Danimarca.
Nella Grande guerra del Nord il ducato si schierò con la Svezia e venne sconfitto dopo che l'esercito danese ebbe occupata la parte a nord dell'Holstein-Gottorp. In accordo con il Trattato di Frederiksborg del 1720 il sostegno svedese agli Holstein-Gottorp avrebbe dovuto cessare, e questo impediva ai duchi di riottenere lo Schleswig e continuare la propria opposizione ai re di Danimarca. In seguito, con gli accordi di pace del 1721, il Duca Carlo Federico andò in esilio alla corte di Pietro il Grande di Russia e per diversi anni i russi tramarono intrighi in Europa, per tentare di rimettere sul trono Carlo Federico e restituirgli le sue terre dello Schleswig. Carlo Federico, da parte sua, sposò la Granduchessa Anna, figlia di Pietro il Grande. Gli zar, per ragioni politiche, abbandonarono poi questo appoggio verso la casata di Holstein-Gottorp, perché troppo legati alla Svezia, ma nel frattempo dal matrimonio della granduchessa Anna, era nato Carlo Pietro Ulrico, che divenne l'erede della casata degli Holstein-Gottorp nel 1739, divenne erede del trono russo all'ascesa al potere della zia, la zarina Elisabetta, nel 1741 e infine divenne zar, lui stesso, con il nome di Pietro III.
Pietro III salito al trono russo nel 1762, era determinato a riprendere lo Schleswig e l'Holstein, togliendoli al Regno di Danimarca e Norvegia. Una delle sue prime mosse da zar, infatti, fu quella di firmare una generosa pace con la Prussia (che era stata ormai quasi distrutta dai russi), ritirando la Russia dalla Guerra dei Sette Anni, in modo da concentrare tutti i suoi attacchi sulla Danimarca. Questa mossa venne fortemente osteggiata dai ministri russi, in quanto era considerato un inutile sacrificio dato che la Danimarca stessa aveva ormai da secoli ottimi rapporti commerciali con la Russia. Allo stesso tempo le armate danesi si spostarono nel Meclemburgo per evitare l'invasione dell'Holstein ed assumere le posizioni di battaglia. Le armate stavano a 30 chilometri di distanza, pronte allo scontro, quando da San Pietroburgo giunse la notizia che lo zar era stato detronizzato dalla moglie, Caterina II di Russia. Una delle prime azioni di quest'ultima fu quella di ritirare la dichiarazione di guerra con la Danimarca e ristabilire con essa rapporti amichevoli.
Il figlio di Pietro III, Paolo, il nuovo Duca di Holstein-Gottorp, si trovava sotto la reggenza della madre, Caterina la Grande. Nel 1773 i diritti della casata vennero ceduti al cugino del nonno di Paolo I, l'anziano Principe-Vescovo di Lubecca, che rappresentava la linea collaterale degli Holstein-Gottorp. Il Principe-Vescovo cedette in cambio la Contea di Oldenburg. Caterina inoltre rinunciò per se e per il figlio ai diritti sullo Schleswig-Holstein, che andavano quindi al Re di Danimarca. Questo diede inizio alla Questione di Gottorp, che aveva generato molti conflitti tra le potenze nordiche.
Un ramo degli Holstein-Gottorp, la linea svedese, governò la Svezia dal 1751 al 1818 e la Norvegia dal 1814 al 1818.
Un'altra linea fu quella dei Duchi di Oldenburg dal (1773 al 1918), mentre la linea degli Holstein-Romanov governò la Russia nel 1762 e dal 1796 al 1917.

## Duchi di Schleswig-Holstein-Gottorp
- 1544-1586: Adolfo
- 1586-1587: Federico II
- 1587-1590: Filippo
- 1590-1616: Giovanni Adolfo
- 1616-1659: Federico III
- 1659-1694: Cristiano Alberto
- 1694-1702: Federico IV
- 1702-1713: Carlo Federico

Duchi di Gottorp in Holstein:
- 1702-1739: Carlo Federico
- 1739-1762: Carlo Pietro Ulrico (poi Pietro III di Russia)
- 1762-1773: Paolo (poi Paolo I di Russia)

Nel 1773 le rimanenti terre di Holstein vennero cedute alla Danimarca. Paolo ricevette in compenso le terre di Oldenburg e Delmenhorst, che affidò ad un parente di fiducia. La famiglia si riservò di mantenere per sé e per i propri eredi il titolo ducale onorario.

## Duchi nominali
- 1773-1801: Paolo I di Russia (Imperatore 1796-1801)
- 1801-1825: Alessandro I di Russia
- 1825-1831: Granduca Costantino Pavlovich di Russia
- 1831-1856: Nicola I di Russia
- 1856-1881: Alessandro II di Russia
- 1881-1896: Alessandro III di Russia
- 1896-1918: Nicola II di Russia
- 1918-1938: Granduca Kirill Vladimirovič Romanov (dopo l'assassinio dello Zar e dello zarevic nel 1918, il Ducato di Schleswig-Holstein passò al ramo collaterale dei Romanov)
- 1938-1992: Granduca Vladimir Kirillovič Romanov (il Granduca Vladimir morì lasciando una sola erede femmina e perciò il titolo sarebbe dovuto passare ai Romanov-Holstein-Gottorp. Questa decisione venne contestata.)

I detentori del titolo sono attualmente i discendenti del Granduca Dmitrij Pavlovič Romanov, unico figlio del Granduca Paolo, fratello minore di Alessandro III. Questi eredi sono considerati non dinastici verso i Romanov di Russia, ma la Casa di Oldenburg e lo Schleswig, comprendente il Castello di Gottorp, non sono mai ricaduti sotto la giurisdizione del Sacro Romano Impero.
- 1992-2004: Principe Paul Ilyinsky
- 2004- Oggi: Principe Dmitrij Pavlovič Romanovskij-Il'inskij (n. 1954)

## Re di Svezia
1751-1771: Adolfo Federico di Svezia
1771-1792 Gustavo III di Svezia
1792-1809: Gustavo IV Adolfo
1809-1818: Carlo XIII di Svezia
Carlo XIII fu l'ultimo re di Svezia della dinastia Holstein-Gottorp, siccome non ebbe figli adottò come suo successore ed erede il maresciallo francese Jean-Baptiste Bernadotte che alla morte di Carlo XIII salì al trono col nome di Carlo XIV Giovanni aprendo la strada per il trono alla casata Bernadotte che attualmente è regnante. Nel 1881 re Gustavo V di Svezia sposò la principessa Vittoria di Baden il cui padre, il granduca Federico I di Baden, era figlio della granduchessa Sofia Guglielmina nata principessa di Svezia, figlia del re Gustavo IV Adolfo di Svezia e della regina Federica di Baden.